# Tapio Periäinen
Heikki Tapio Periäinen, född 16 december 1929 i Helsingfors, död där 30 januari 2022, var en finländsk arkitekt. 
Periäinen utexaminerades från Tekniska högskolan i Helsingfors 1959 och blev politices doktor 1974. Han var sakkunnig vid Mannerheims barnskyddsförbund 1969–1971 och projektchef där 1972–1975. Han har bedrivit forskning om  boendemiljön, verkat för dess förbättring och har även gett ut ett flertal publikationer i ämnet. Han startade egen praktik 1975 och var verkställande direktör för Konstflitföreningen i Finland 1975–1994. År 2004 blev han hedersdoktor vid Lapplands universitet för sina insatser som utvecklare av filosofin inom produkt- och miljödesign.